# 凱馬爾·薩格
凱馬爾·薩格（1988年8月5日—）是一位愛沙尼亞足球運動員。在場上的位置是前鋒。他現在效力於愛沙尼亞足球甲級聯賽球隊派德市隊。他也代表愛沙尼亞國家足球隊參加比賽。